# 2009-2002
『2009-2002』（ツーサウザンドナイン・ツーサウザンドツー）は、T-cophonyの6作目（ダウンロード限定アルバムを除く）のフルアルバムである。2010年3月25日にオンラインで発売開始された。尚、自主制作アルバムとしては4作目。

## 概要
2002年から2009年までに制作された楽曲をT-cophony本人が選曲したコレクションアルバム。※公式にベスト・アルバムとは表記されていない。
収録の大半は既に別アルバムで収録済みの楽曲だが、そのほとんどが再録音による新しいバージョンが収録されている。収録順は最新の2009年の作品から2002年の作品へと順に過去へ遡る構成。年数の表記は制作した年の為、必ずしもリリースした年とは一致しない。
現在一般流通はしておらず、Amazon.comなどオンラインのみで販売されている。販売はティラルコラポレーションが行っている。同タイトルのダウンロード配信盤もリリースされており、収録内容が一部異なる。
新曲のほとんどはリリースが中止になったアルバム "Load before departure"（2009年）からによるもの。※MySpaceお知らせより

## 収録曲
1. Room 17(2:27)
2. Timeline(2:42)
3. Long ago(2:28)
4. Roamer's christmas day(2:33)
クリスマスソングとして2009年12月にシングルリリースされた。※配信のみ
5. Spiritual awaking(2:40)
6. ISJO(2:49)
7. Transported(3:04)
配信限定アルバム"Transported(EP)"収録曲
8. Wallman(1:55)
9. Meaning of life(3:36)
10. Make up your mind(2:53)
11. When fall asleep(2:42)
12. Keep in sight(2:02)
13. A person in the water(2:54)
14. Another future(2:54)
15. Cumulonimbus(2:14)
16. Sleepwalker(2:34)
17. Chandler(1:49)
18. April rider(2:32)
19. Cycling road(2:34)
20. Cold noise(2:57)
21. After rain(1:30)
22. October sky(2:57)
23. Twilight(1:40)
24. Medicine(1:53)
25. Recreation(1:39)
26. November wind(3:32)
27. Rainy garden(3:04)
28. Midnight sea(3:13)
2006年にダウンロードリリースされたアルバム"Stubborn"収録バージョン。
29. Night road(3:39)
30. Escape to a relax(3:21)